# Rivière Fowl
La rivière Fowl (anciennement : Rivière aux Poules), est un cours d'eau qui coule dans le comté de Mobile dans l'État de l'Alabama.

## Géographie
La rivière Fowl est un cours d'eau qui communique au Nord avec la baie de Mobile et au Sud avec le golfe du Mexique dans le détroit du Mississippi face à l'Isle aux Herbes. Par son trajet, elle coupe et sépare des terres du territoire du bayou La Batre, formant l'île de Mon Louis Island le long de la Heron Bay.
La rivière Fowl a une longueur de 23,2 kilomètres. Elle subit l'influence des marais et son eau est saumâtre. La rivière est peu profonde est oscille entre 3 et 4 mètres de profondeur. 

## Histoire
Ce cours d'eau fut dénommé "Rivière aux Poules" ainsi que "Rivière de l'Isle aux Oies" à l'époque de la Nouvelle-France et de la colonisation de la Louisiane française. Henri de Tonti, Charles Rochon et les frères canadiens français Pierre Le Moyne et Jean-Baptiste Le Moyne de Bienville, arpentèrent la région de la Baie de Mobile. 
Après la vente de la Louisiane par Napoléon Ier en 1803 aux États-Unis, son nom fut traduit en anglais en Fowl River.